# Vereniging zonder winstoogmerk
Een vereniging zonder winstoogmerk (vzw) is de Belgische rechtsvorm voor een non-profitorganisatie, en meer generiek, de benaming van een vergelijkbare rechtsvorm in andere landen.

## Geschiedenis
De vzw-wetgeving werd sinds 1921 beheerst door de wet van 27 juni 1921, gewijzigd door de wet van 2 mei 2002, betreffende de verenigingen zonder winstoogmerk, de internationale verenigingen zonder winstoogmerk en de stichtingen. Sinds 1 mei 2019 is deze wet opgeheven en geïntegreerd in het nieuwe Wetboek van Vennootschappen en Verenigingen.
De benamingen vereniging zonder winstgevend doel en Verein ohne Erwerbszweck naar Belgisch recht zijn verouderd en worden niet meer gebruikt.
De officiële Franse benaming van deze Belgische rechtspersoon is association sans but lucratif (afgekort als asbl, a.s.b.l., ASBL of A.S.B.L.). De officiële Duitse benaming van deze Belgische rechtspersoon is Vereinigung ohne Gewinnerzielungsabsicht (afgekort als VoG of V.o.G.).
In het Belgisch recht bestaat naast de vereniging zonder winstoogmerk en de stichting ook een internationale vereniging zonder winstoogmerk.

## Wezenskenmerken

### In vergelijking met een feitelijke vereniging
Het grote verschil tussen een vereniging zonder winstoogmerk en een feitelijke vereniging bestaat erin dat een vereniging zonder winstoogmerk beschikt over rechtspersoonlijkheid en daardoor over een afgescheiden vermogen dat los staat van het privévermogen van de aangesloten leden.
Dit betekent dat de individuele leden van een vereniging zonder winstoogmerk niet persoonlijk met hun eigen vermogen aansprakelijk zijn voor schulden van de vzw. Behoudens fraude, kan het eigen vermogen van de leden niet aangesproken worden om de schulden van de vzw te betalen.
De oprichting van een vzw is gebonden aan vormvoorwaarden, om misbruik tegen te gaan, zo moeten de statuten in het Belgisch Staatsblad gepubliceerd zijn. De oprichting kan gebeuren door middel van een onderhandse akte, die wordt opgesteld door de stichters van de vereniging zelf, en hoeft niet noodzakelijk door middel van een authentieke akte te worden opgericht met medewerking van een notaris. In Nederland kan een vereniging met volledige rechtsbevoegdheid enkel via authentieke akte worden opgericht. Een vereniging met beperkte rechtsbevoegdheid kan zonder tussenkomst van een notaris worden opgericht. Dit wordt dan ook wel een informele vereniging genoemd.
Als rechtspersoon kan een vzw in eigen naam en voor eigen rekening eigendommen en onroerende goederen verwerven en beheren, overeenkomsten afsluiten, aansprakelijk zijn, leningen aangaan, enzovoort. Wanneer een vereniging van de overheid subsidies krijgt, kan zij door de subsidiërende overheid verplicht worden om een vzw te worden.

### In vergelijking met een stichting
Het grote verschil tussen een vereniging zonder winstoogmerk en een stichting naar Belgisch recht zijn:
- Alhoewel beide rechtspersonen geen primair winstoogmerk hebben, wordt een vereniging zonder winstoogmerk door de wil van verschillende personen samen opgericht om te werken zonder inbreng van een eigen kapitaal. Een stichting wordt vaak door een of enkele personen opgericht, mét inbreng van eigen kapitaal, dat dan een eigen leven begint te leiden.
- Een stichting heeft geen algemene vergadering, enkel een bestuursorgaan. Een vereniging zonder winstoogmerk heeft beide.
- Een stichting moet verplicht worden opgericht door een authentieke akte, terwijl een vereniging zonder winstoogmerk door middel van een onderhandse akte mag worden opgericht.

### In vergelijking met een internationale vereniging zonder winstoogmerk
De voornaamste verschillen tussen een vereniging zonder winstoogmerk en een internationale vereniging zonder winstoogmerk zijn:
- Het werkingsgebied van een vzw beperkt zich tot het Belgische grondgebied, terwijl een ivzw een belangrijke internationale werking ontplooit.
- Een ivzw moet verplicht worden opgericht door een authentieke akte en erkenning vanwege de overheid ontvangen terwijl een vereniging zonder winstoogmerk door middel van een onderhandse akte mag worden opgericht zonder preventieve controle.

### In vergelijking met een vennootschap
In tegenstelling tot een vennootschap naar Belgisch recht, heeft de vereniging zonder winstoogmerk in de eerste plaats een ideële doelstelling en geen commerciële doelstelling. Dat wil niet zeggen dat een vzw, in bijkomende orde, geen winst mag maken bij de uitvoering van haar maatschappelijk doel. De gemaakte winst mag niet worden uitgekeerd aan de leden van de vereniging maar moet gebruikt worden ter realisatie van het ideële doel van de vzw.

## Structuur
Een vereniging zonder winstoogmerk heeft als organen:
- een algemene vergadering van leden, die als wetgevend orgaan functioneert
- een bestuursorgaan, die als uitvoerend orgaan functioneert
- een dagelijks bestuur, indien de statuten hierin voorzien

### Algemene vergadering
Het hoogste orgaan is steeds de algemene vergadering van leden (AV). Van deze vergaderingen gaan immers de belangrijkste beslissingen en benoemingen uit. 
De algemene vergadering moet minstens één keer per jaar samenkomen en dit binnen de zes maanden na afsluiten van het boekjaar. Daarnaast is het mogelijk om op vraag van een vijfde van de leden een bijkomende algemene vergadering bijeen te roepen. De bijeenroeping ervan gebeurt volgens strikte regels die in de statuten dienen te bepaald worden. Alle vaste leden hebben stemrecht op de algemene vergadering. Toegetreden leden hebben dit niet noodzakelijk en slechts in zoverre de statuten daarin voorzien.
Tot de uitsluitende bevoegdheid van de algemene vergadering behoren:
1. de wijziging van de statuten
2. de benoeming en afzetting van de bestuurders en de bepaling van hun bezoldiging (indien van toepassing)
3. de benoeming en afzetting van de commissaris en de bepaling van hun bezoldiging (indien van toepassing)
4. de kwijting van de bestuurders en de commissaris
5. de goedkeuring van de begroting en de jaarrekening
6. de ontbinding van de vereniging
7. de uitsluiting van een lid
8. de omzetting van de vzw in een ivzw, in een erkende coöperatieve vennootschap sociale onderneming of in een coöperatieve vennootschap erkend als sociale onderneming
9. een inbreng om niet van een algemeenheid te doen of te aanvaarden
10. alle gevallen waarin de statuten dat vereisen

Zowel natuurlijke personen als rechtspersonen kunnen lid zijn van de algemene vergadering.

### Bestuursorgaan
Een vzw wordt bestuurd door een bestuursorgaan (vroeger "Raad van bestuur") met minstens drie bestuurders. De wet voorziet echter wel een uitzondering: wanneer de algemene vergadering slechts bestaat uit drie leden, dan zal het bestuursorgaan bestaan uit twee leden.
Het bestuursorgaan kan onder zijn leden functies verdelen, zoals voorzitter, penningmeester, enz. De werking van het bestuursorgaan moet door de statuten geregeld worden. De aanstelling van bestuurders moet gepubliceerd worden in het Belgisch Staatsblad.
De bestuurders worden aangesteld door de algemene vergadering en kunnen er ook door ontslagen worden. Zij hebben de bevoegdheid de vereniging te verbinden, contracten te sluiten, betalingen te doen... Alles wat de wet of de statuten niet expliciet voor de algemene vergadering heeft voorbehouden, valt onder de bevoegdheid van het bestuursorgaan.
Zowel natuurlijke personen als rechtspersonen kunnen lid zijn van het bestuursorgaan.

### Dagelijks bestuur
Wanneer de statuten hierin voorzien, kan het bestuur worden gedelegeerd naar het dagelijks bestuur. Dit gebeurt vooral bij grotere vzw's. Aan het dagelijks bestuur wordt de bevoegdheid gegeven om de vzw te verbinden zonder het bestuursorgaan samen te roepen, voor 'zowel die acties die de noden van het dagelijks leven van de vereniging niet overstijgen als die acties die niet heel belangrijk zijn of omdat ze dringend zijn een [en] tussenkomst van het bestuursorgaan niet rechtvaardigen."

### Statuten
De statuten zijn de grondwet van de vereniging. De rechten en plichten van de effectieve en toegetreden leden worden beschreven in de statuten, net als de bevoegdheden van het bestuursorgaan.
De statuten kunnen verder bepalen wie lid kan worden van de vereniging, wie lid kan worden van het bestuursorgaan...

### Soorten leden
De vzw moet uit minstens twee leden bestaan. De eerste oprichters worden beschouwd als de eerste vaste leden. Er wordt steeds een duidelijk verschil gemaakt tussen de vaste leden en de toegetreden leden. De vaste leden zijn lid van de algemene vergadering en beschikken over de volheid van rechten en plichten. De statuten kunnen voorzien in toegetreden leden. Dit zijn leden met beperkte rechten en plichten.

## Wettelijke verplichtingen
Het vzw-statuut houdt, in tegenstelling tot een feitelijke vereniging, en net zoals een vennootschap een aantal verplichtingen in, zowel op juridisch, boekhoudkundig als fiscaal vlak:
- De statuten en statutenwijzigingen moeten worden gepubliceerd in het Belgisch Staatsblad, evenals de benoemingen en ontslagen van de raad van bestuur, eventueel dagelijks bestuur en commissarissen.
- Een boekhouding voeren (voor kleine verenigingen is dit een vereenvoudigd model), en de rekeningen jaarlijks neerleggen bij de griffie van de ondernemingsrechtbank waar de maatschappelijke zetel van de vereniging is gevestigd. De boekhouding moet worden gevoerd volgens een genormaliseerd rekeningstelsel.

## Vergelijkbare rechtsvormen in andere landen
Andere landen hebben vergelijkbare rechtsvormen; waarbij het gaat om een rechtspersoon met leden die een doel hebben zonder winstoogmerk.
- Canada, provincie Quebec: organisme sans but lucratif (o.s.b.l.)
- Democratische Republiek Congo: association sans but lucratif (a.s.b.l.)
- Duitsland: Verein (o.a. eingetragener Verein (e.V.))
- Frankrijk: association loi de 1901; met uitzondering van de drie departementen van de Elzas en de Moezel, waar het de association loi de 1908 is.
- Luxemburg: association sans but lucratif (a.s.b.l.) of Verein ohne Gewinnzweck (V.o.G.)
- Ivoorkust: association loi de 1960
- Nederland: vereniging
- Oostenrijk: Verein
- Verenigde Staten:  een voluntary association als non-profit organization vallende onder de United States Internal Revenue Code 26 U.S.C. § 501(c) (501(c))
- Zwitserland: association sans but économique (a.s.b.é.) zoals geregeld door de artikelen 60 t.e.m. 79 van het Zwitsers Burgerlijk Wetboek, of het Verein (V.)